# National Hangeul Museum
Das  National Hangeul Museum (kor. 국립한글박물관, Hanja 國立한글博物館) wurde im Oktober 2014 in Seoul (Südkorea) unter der Ägide des Ministeriums für Kultur, Sport und Tourismus gegründet. Es ist ein der koreanischen Schrift Hangeul (auch Hangul) gewidmetes Museum in unmittelbarer Nähe des Koreanischen Nationalmuseums im Yongsan-Familienpark.
Das Museum sammelt, erforscht und vermittelt Materialien und Informationen im Zusammenhang mit der spezifisch für die koreanische Sprache im 15. Jh. unter dem König Sejong entwickelten Hangeul-Schrift. Neben der permanenten Ausstellung zur Geschichte, Gegenwart und Zukunft des Hangeul gibt es Räume für Sonderausstellungen zur Kalligraphie, zum Gebrauch und der Entwicklung des Hangeul in vielerlei Bereichen des Wissens und der Praxis. Für 6- bis 9-jährige Kinder wurde ein „Children’s Museum“ eingerichtet. Im „Learning Center“ können sich auch Ausländer auf spielerische Weise mit diesem originellen, leicht verständlichen Schriftsystem vertraut machen.
Zu Schulungszwecken und Veranstaltungen gibt es Seminarräume und ein Auditorium.

## Bildergalerie

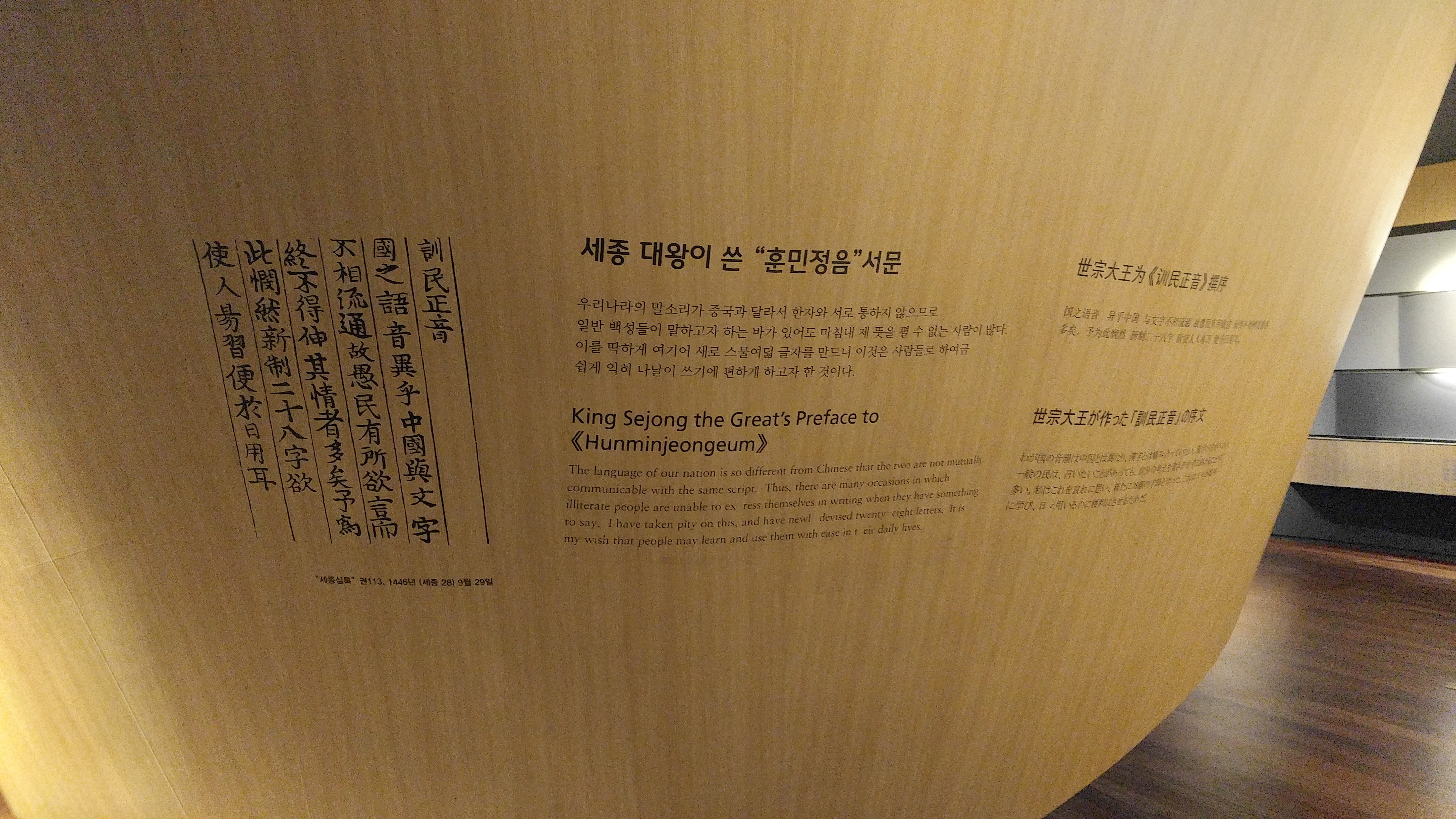
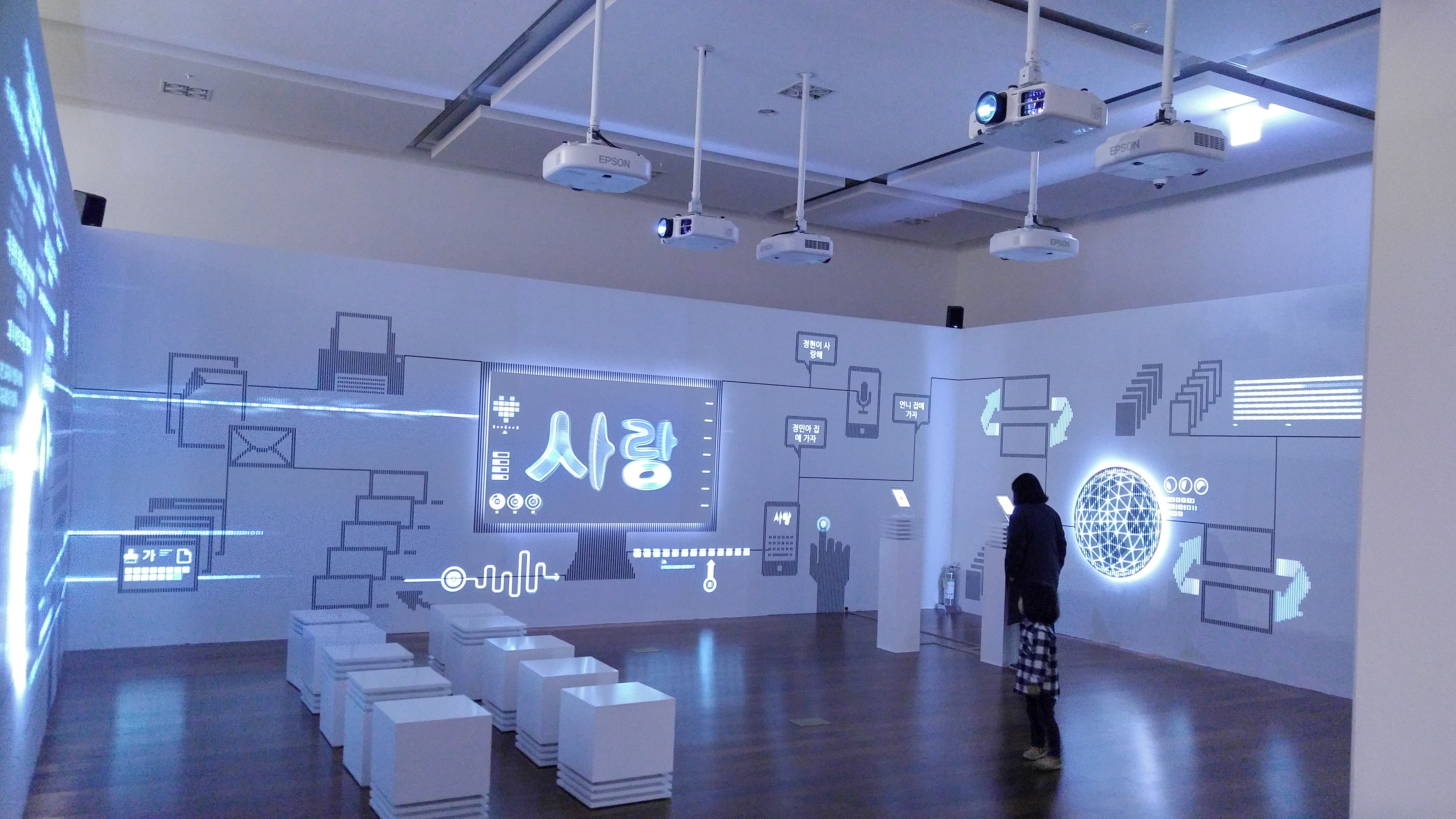
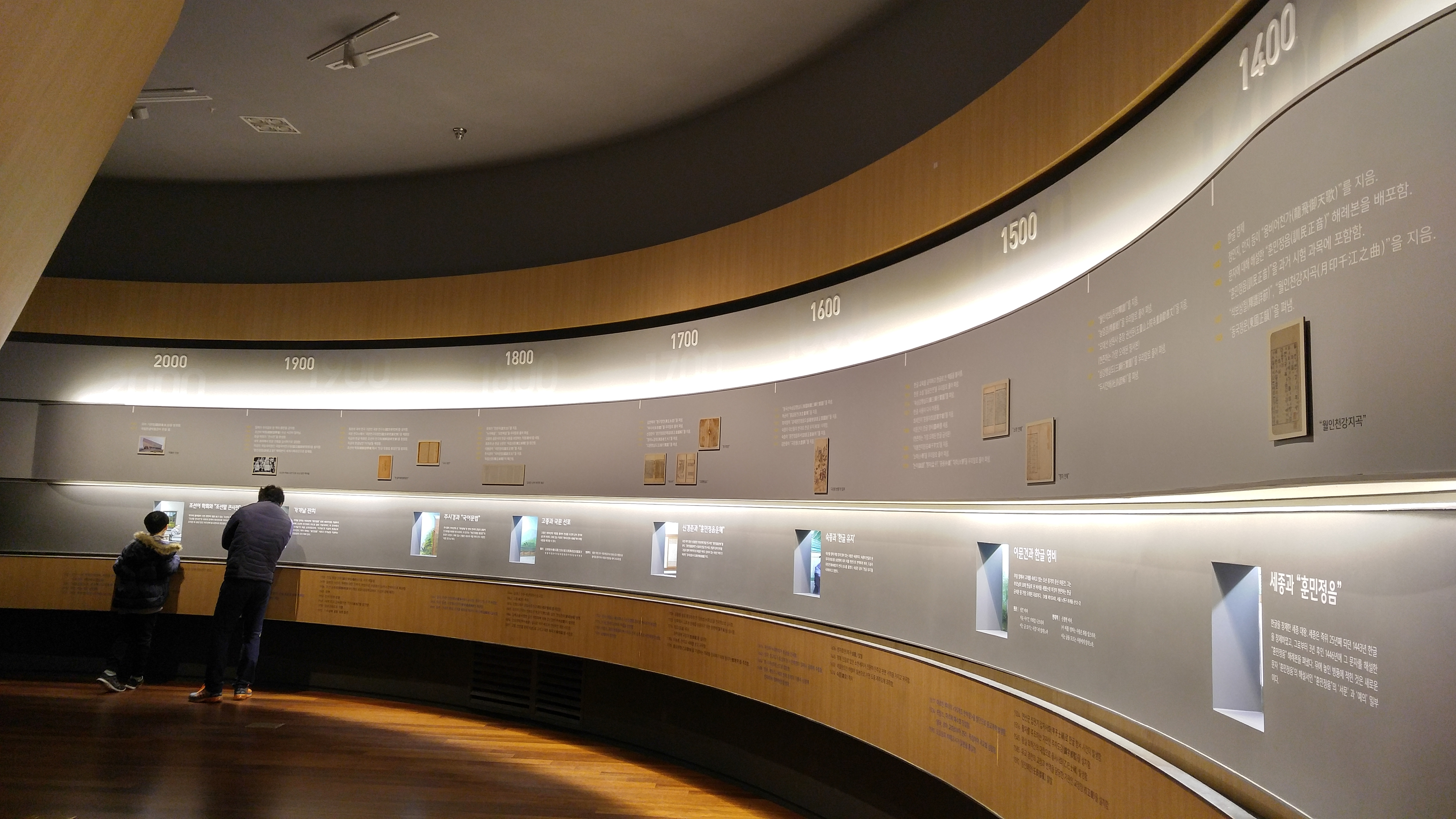
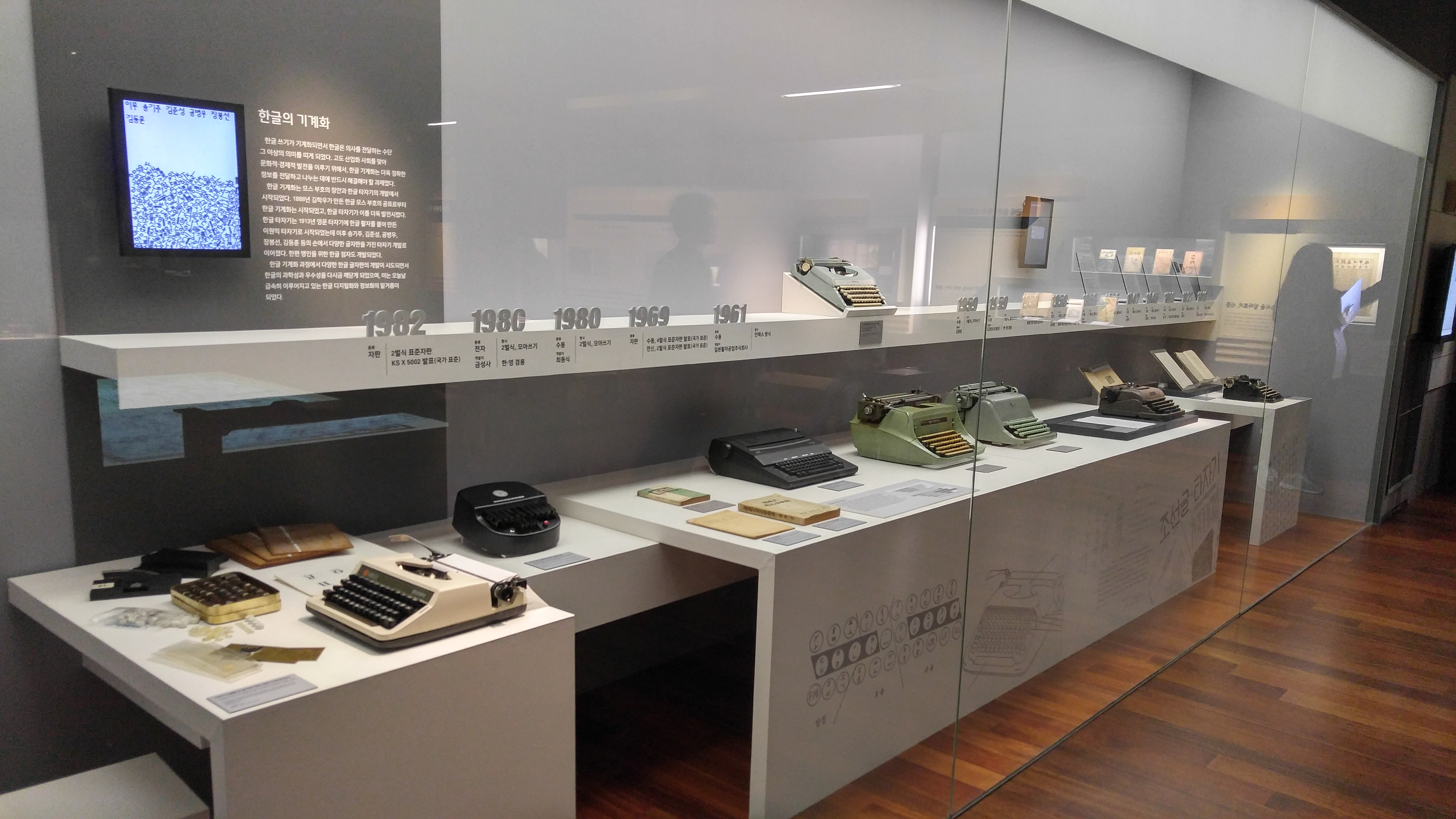
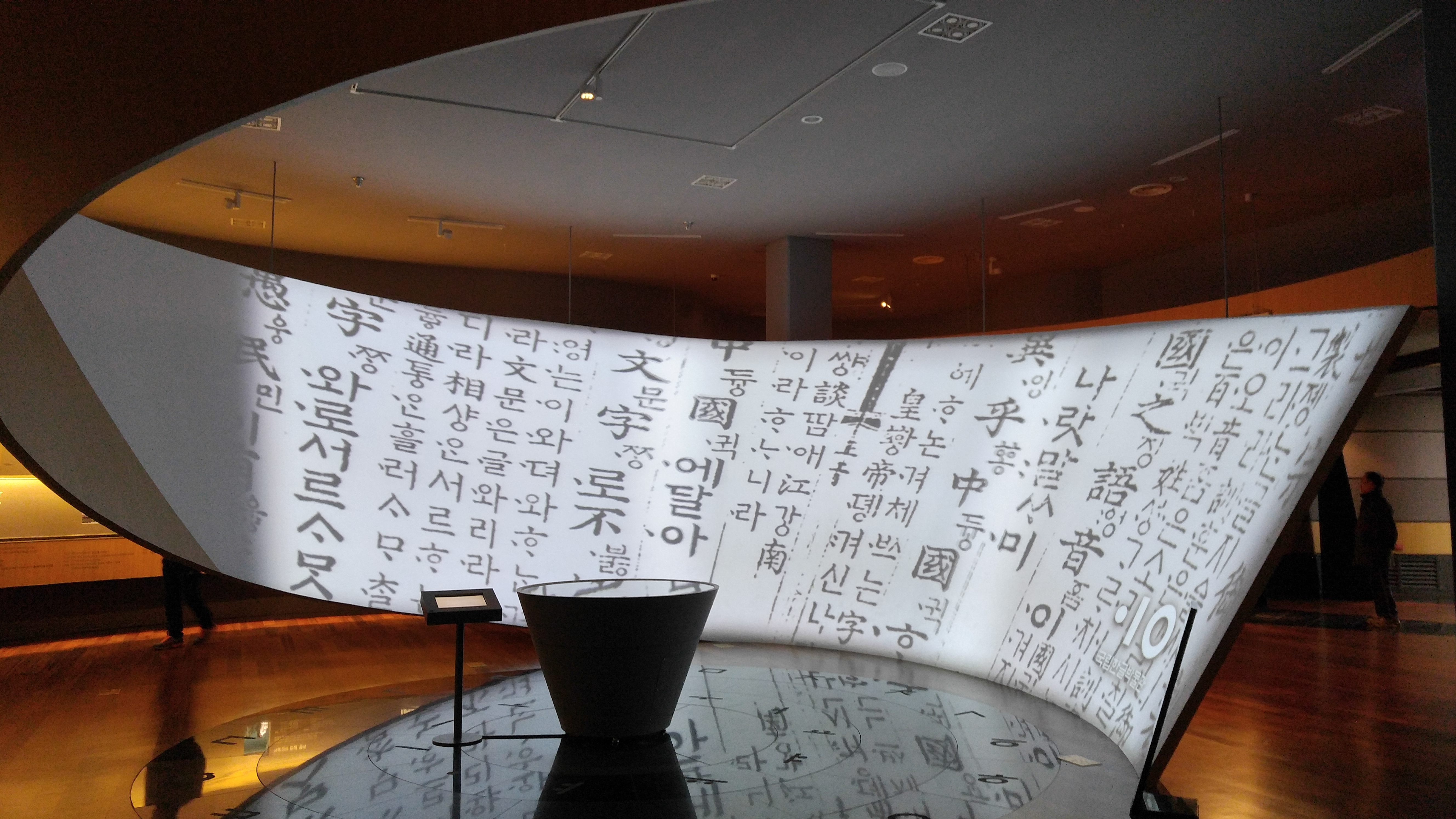